# Amor descarado
Amor descarado é uma telenovela estadunidense exibida em 2003 pela Telemundo.

## Elenco
- José Ángel Llamas como Pedro 'Pelluco' Solís / Rodolfo Fuentemayor.
- Bárbara Mori como Fernanda Lira.
- Ivonne Montero como Betsabe Galdames.
- Víctor González como Ignacio Valdez.
- Isela Vega como Nora.
- Lupita Ferrer como Morgana Atal.
- José Bardina como Mr. Clinton.
- Gabriela Roel como Matilde García.
- Veranetthe Lozano como Elena Rivas "Chamoyada".
- Riccardo Dalmacci como Epigmenio "Chamoy" Solís.
- Roberto Moll como Camilo Fuentemayor.
- Joaquín Garrido como Eliodoro Galdames.
- Mara Croatto como Chantal Burgos.
- Jeannette Lehr como Pastora Alicia Rubilar.
- Virna Flores como Jennifer Rebolledo.
- José Luis Franco como Guadalupe “Lupe”.
- Paulo César Quevedo como Jonathan Muñoz.
- Verónica Terán como Mónica Peralta.
- Pedro Moreno como Rubén García.
- Mónica Guzmán como Esmeralda Peralta.
- Silvana Arias como Constanza 'Coni' Valdez.
- Mariana Huerdo como Topacio Peralta.
- Kenya como Yesenia Solís.
- Melvin Cabrera como Abel Galdames Rubilar.
- Christian Tapán como Basilio Concha.
- Laura Términi como Miryam.
- Alexa Kuve como Ivonne Altamira.
- Roberto Levermann como Homero Silva.
- Carla Rodríguez como Vicky.
- Josué Gutierrez como Bernardo.
- Gladys Cáceres como Corina.
- Adrián Mas como Dino.
- Rolando Tarajano como Ciego Ahumada.
- Sabas Malaver como Poncio.
- Chao como Inspector Pérez Peña.
- Gabriel Parisi como Gustavo.
- Sergio March como Jose Maria.
- Juan Marquez como Bartender.